# Сидак, Владимир Степанович
Владимир Степанович Сидак (3 февраля 1938, Житомирская область — 5 декабря 2019, Киев) — профессор (1994 г.), кандидат юридических наук, доктор исторических наук, заслуженный деятель науки и техники Украины. Начальник Высших курсов КГБ в Ташкенте. Начальник Высших курсов КГБ в Киеве.

## Биография
Родился 3 февраля 1938 года в селе Полянки (Барановский район Житомирской области).
С 1955 года работал в колхозе села Карпиловка Сарненского района Ровенской области. С 1957 по 1960 год служил в рядах Советской армии. С 1961 года — заведующий военно-учетным столом сельсовета села Люхча Сарненского района Ровенской области. В 1962 году поступил на филологический факультет Ровенского государственного педагогического института. В 1967 году — заведующий лекторской группой Ровенского обкома ЛКСМУ, лектор Ровенского горкома КПУ.
В 1971 году окончил Высшие курсы КГБ в Минске. Работал младшим оперуполномоченным, затем оперуполномоченным в УКГБ при СМ Украинской ССР по Ровенской области. С 1974 года — аспирант аспирантуры ВКШ КГБ им. Ф. Э. Дзержинского. С 1977 года — начальник отделения УКГБ при СМ Украинской ССР по Ровенской области, заместитель начальника отдела УКГБ Украинской ССР по городу Киев и Киевской области. В 1987 году окончил курсы руководящего состава при ВКШ КГБ СССР.
- Заместитель начальника УКГБ по Оренбургской области (1987—1988 гг.);
- Сотрудник Инспекторского управления КГБ СССР (1988 г.)
- Начальник Высших курсов КГБ в Ташкенте (июль 1988 — май 1991 г.);
- Начальник Высших курсов КГБ в Киеве (май — декабрь 1991 г.);
- Ректор Института подготовки кадров (с февраля 1996 г. — Академия, затем Национальная академия) СБУ. С октября 2003 г. — проректор — директор, сентября 2006 — 30 ноября 2007 г. — директор Института защиты информации с ограниченным доступом НА СБУ.

С 2008 г. — заведующий кафедрой управления финансово-экономической безопасностью, проректор по вопросам подготовки специалистов негосударственных структур безопасности предприятий Университета экономики и права «КРОК».